# Arhan
Pour les articles homonymes, voir Arhan.
Arhan est une ancienne commune française du département des Pyrénées-Atlantiques. En 1831, la commune fusionne avec Charritte-de-Haut et Lacarry pour former la nouvelle commune de Lacarry-Arhan-Charritte-de-Haut.

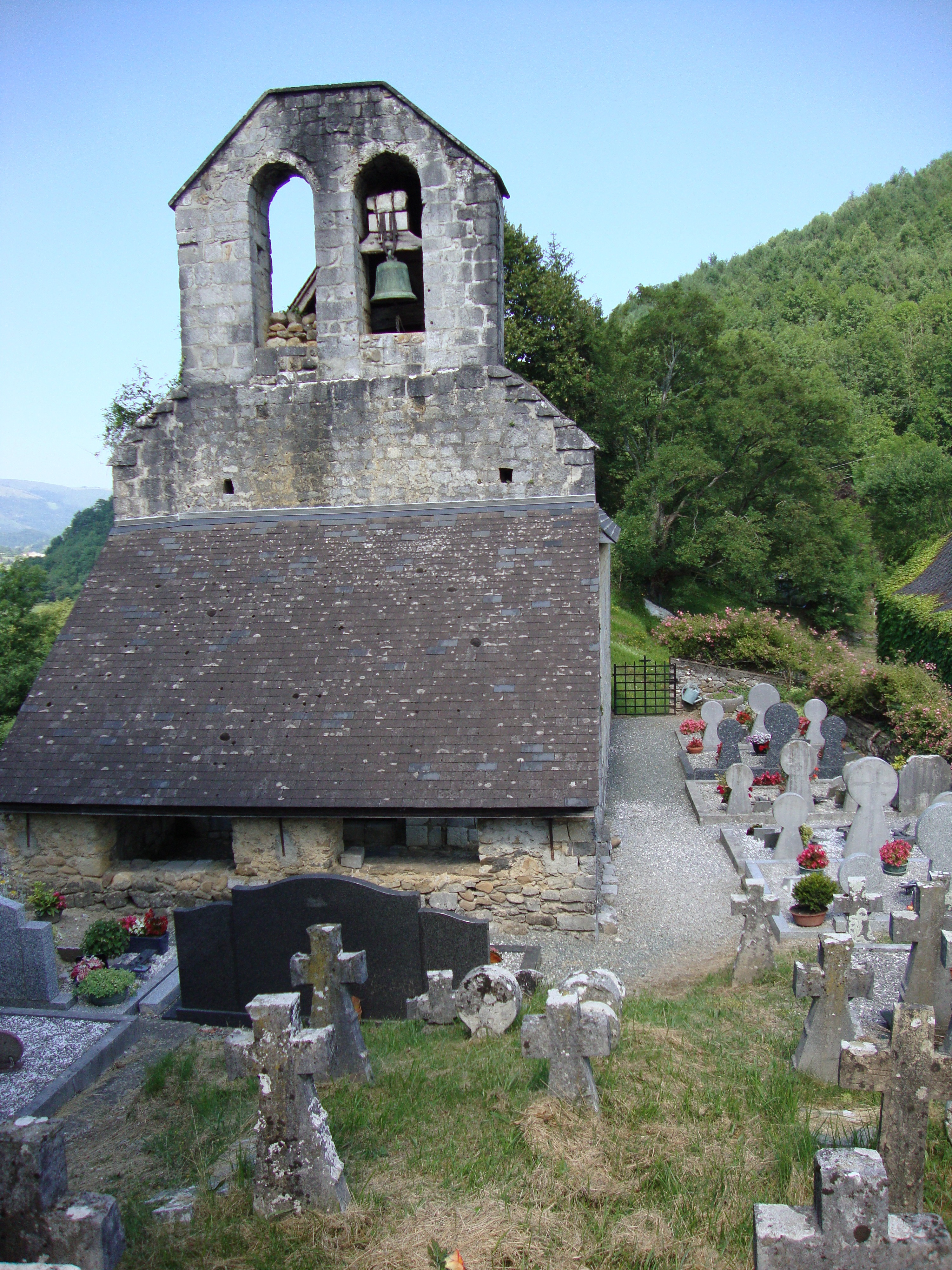
L'église d'Arhan

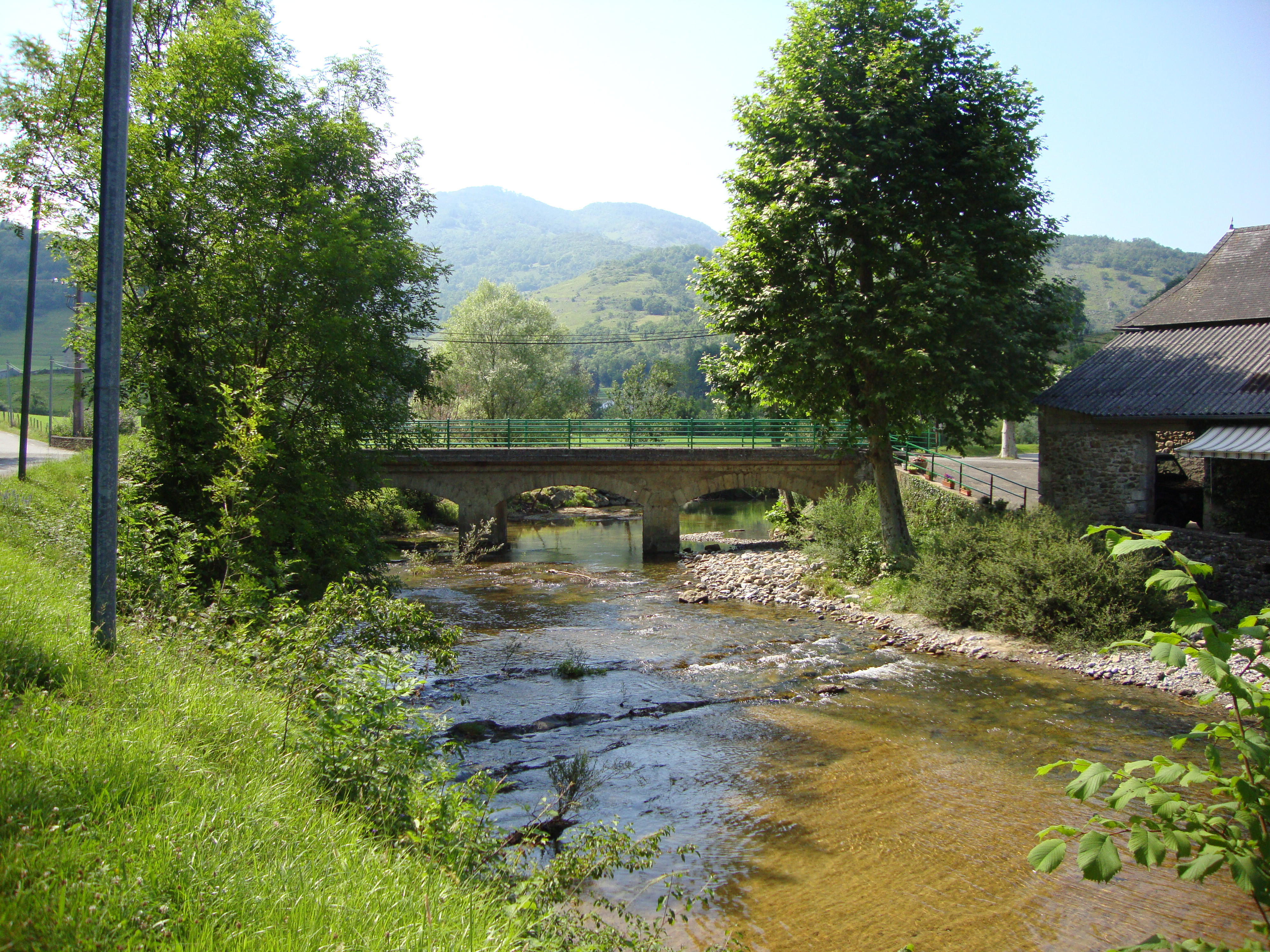
Pont sur l'Apoura à Arhan entre Charritte-de-Haut et Alçay

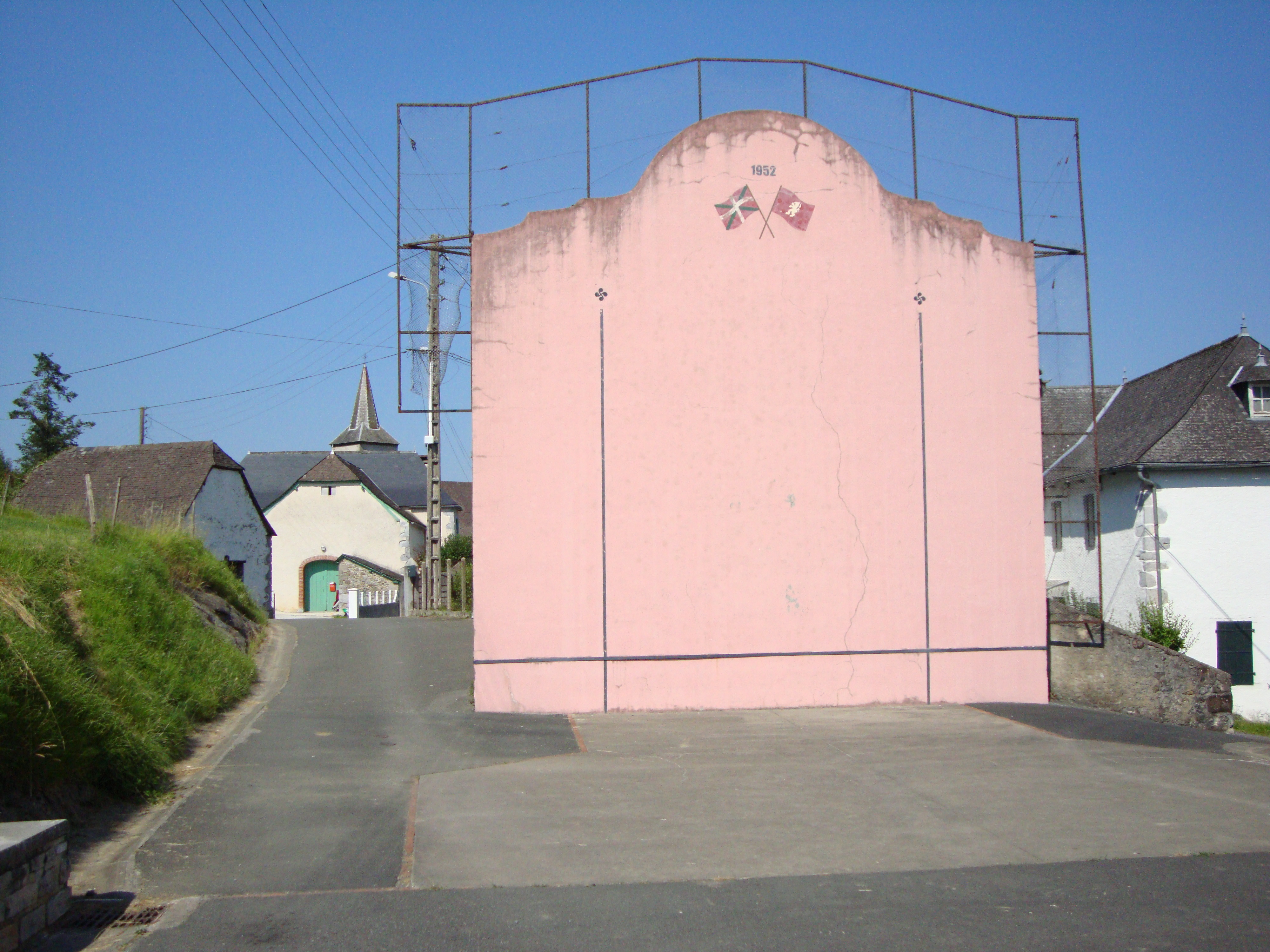
Fronton à Arhan

## Géographie
Le village fait partie de la Soule.

## Toponymie
Son nom basque est Arhane.
Arhan signifie en basque vallée.

## Démographie
| 1793 | 1800 | 1806 | 1821 |
| ---- | ---- | ---- | ---- |
| 99   | 97   | 109  | 94   |

## Pour approfondir